# 408
408 (CDVIII) fue un año bisiesto comenzado en miércoles del calendario juliano, en vigor en aquella fecha.
En el Imperio romano, el año fue nombrado como el del consulado de Baso y Filipo, o menos comúnmente, como el 1161 Ab urbe condita, adquiriendo su denominación como 408 a principios de la Edad Media, al establecerse el anno Domini.

## Acontecimientos
- A la muerte de Arcadio, Teodosio II es proclamado emperador romano de Oriente.
- Alarico el visigodo vuelve a invadir Italia.[1]

## Fallecimientos
- Estilicón, general romano (ejecutado).
- 1 de mayo: Arcadio, emperador romano de Oriente.